# Ctenucha pylotis
Ctenucha pylotis là một loài bướm đêm thuộc phân họ Arctiinae, họ Erebidae.